# 井ノ部康之
井ノ部康之（いのべ やすゆき、1940年4月23日 - ）は、日本の小説家である。
1940年（昭和15年）、福井県大野市に生まれる。福井県立大野高校卒業後、東北大学文学部美学美術史学科卒業。図書編集者の後、テレビの構成作家となり、ドキュメンタリー番組、スポーツ番組、ワイドショー番組などの台本を多数執筆。1993年には「雪炎・星と語る男たち」でギャラクシー選賞を受賞。近年は小説・ノンフィクションの執筆に専念している。主な作品は、千家三部作「千家再興」、「千家奔流」、「千家分流」（読売新聞社）。2020年には齢80にして、「白嶺の金剛夜叉 山岳写真家　白籏史郎」（山と渓谷社）を上梓した。

## 主な著作
- 『大仏殿炎上』（小学館）
- 『琵琶湖炎上』（小学館）
- 『利休遺偈』（小学館）
- 『千家再興』（読売新聞社）
- 『千家奔流』（読売新聞社）
- 『千家分流』（読売新聞社）
- 『一乗谷炎上・信長と朝倉義景』（幻冬舎）
- 『雪炎・富士山最後の強力伝』（山と渓谷社）